# Pierzchno (powiat średzki)
Pierzchno – wieś w Polsce położona w województwie wielkopolskim, w powiecie średzkim, w gminie Środa Wielkopolska.
W latach 1975–1998 miejscowość należała administracyjnie do województwa poznańskiego.
We wsi dwór murowany z drugiej połowy XVIII wieku, rozbudowany w czwartej ćwierci XIX wieku, z dobudowanym skrzydłem wschodnim z początku XX wieku. Otoczony parkiem krajobrazowym z końca XVIII wieku, przekształconym w XIX wieku. Wokół dworu zespół folwarczny: obora (1903), obora (początek XX wieku), spichlerz (początek XX wieku) i kolonia robotników folwarcznych – czworak (1908), sześciorak (1912) i ośmiorak (1899).